# Občina Hodoš
Občina Hodoš (madžarsko Hodos Község) je ena od občin v Republiki Sloveniji na goričkem delu Prekmurja ne daleč od  Madžarske.
Večina prebivalcev je madžarske narodnosti. Hodoš je tako edina občina v Sloveniji, kjer večino prebivalstva sestavljajo Neslovenci. Ravno tako je edina občina v Sloveniji, kjer večina prebivalcev pripada evangeličanski veroizpovedi.

## Grb Občine Hodoš
Grb je navpično razdeljen na modro in zeleno barvo, ki sta oddvojeni s srebrno helebardo. Spodnji zaokroženi del je rdeče barve in je od obeh zgornjih oddvojen s srebrno. Na spodnji rdeči podlagi so trije hrastovi listi. Preko vsega pa je v sredini srebrna roža z zlatimi robovi, v sredini pa je žareče rdeče srce s črnim križem.
Uporabljati so ga začeli 21. junija 2001.

## Naselja v občini
Hodoš, Krplivnik